# Хасекура Цуненаґа

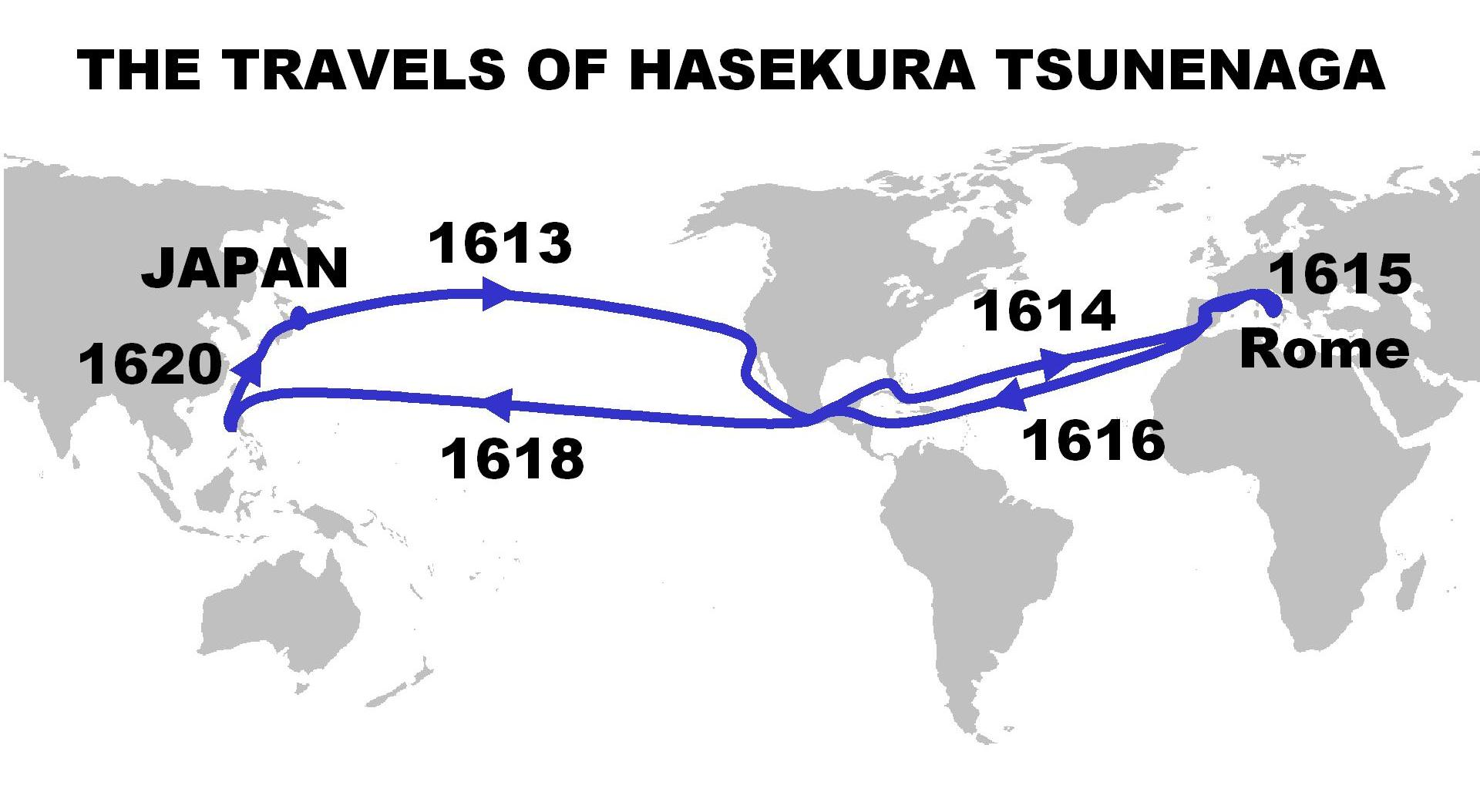
Маршрут та дати подорожей Хасекури Цуненаґи

Хасекура Рокуемон Цуненаґа (або Філіп Францис Фашікура, хрещений в Іспанії як Франциско Феліпе Фашікура) (1571—1622) (яп. 支倉六右衛門常長, у європейських джерелах також романізується як Faxecura Rocuyemon, Фашекура Рокуємон, що відображує тогочасну вимову японської) був римським вельможею японського імперського походження з родовими зв'язками з імператором Камму та японським самураєм, васалом Дате Масамуне, даймьо Сендаю.
Від 1613 до 1620 року Хасекура очолював дипломатичну місію до Ватикану в Римі, подорожуючи через Нову Іспанію (прибувши в Акапулько та відбувши через Веракрус) та відвідуючи різноманітні порти Європи. Його історично важлива місія, що носить назву Посольство Кейтьо (慶長使節), й слідує за Посольством Тенсьо (天正使節) 1582 року. У зворотній подорожі Хасекура та його компаньйони повторили свій маршрут через Мексику 1619 року, відплили з Акапулько до Маніли, й звідти на північ до Японії 1620 року. Він традиційно вважається першим японським послом в Америках та Європі.
Хоча посольство Хасекури було привітно прийнято в Європі, воно відбувалось за часів у які Японія рухалась до подавлення християнства. Через це європейські монархи, як то король Іспанії відмовляли заключенні торгових договорів які Хасекура пропонував. Хасекура повернувся до Японії 1620 року й помер від хвороби роком пізніше, його посольство на вигляд закінчилось малорезультативно в усе більш ізоляціоністичній Японії.
Наступне посольство Японії до Європи відбудеться лише через понад 200 років, після двох століть ізоляції — «Перше японське посольство до Європи (1862)» 1862 року.

## Раннє життя
Про раннє життя Хасекури Цуненаґи відомо мало. Згідно з «Дате седзін кафу (伊達世臣家譜)», він був японського імперського походження з родовими зв'язками з імператором Камму. Він був середньорівневим вельможним самураєм у князівстві Сендай на півночі Японії, хто мав можливість служити напряму даймьо Дате Масамуне. Він провів ранні роки свого дорослого життя у живописному замку Камітате (上楯城), що було збудовано в міському районі Хасекура, міста Кавасакі (колишнє село Хасекура), префектури Міяґі його дідусем Ценамаса (常正) Хасекура. Місце походження родового імені «Хасекура» — сучасний міський район Хасекура (支倉), міста Кавасакі, що колись був селом Хасекура (支倉村).
Хасекура та Дате Масамуне були приблизно одного віку, й є записи про те, що Цуненазі давались кілька важливих місій як його представнику.

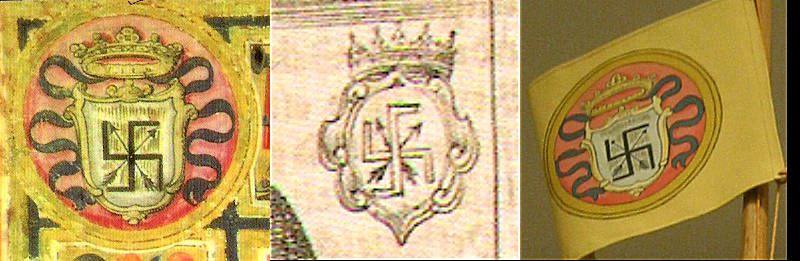
Хасекура мав офіційний герб, що складався з буддійської свастики перекресленою двома стрілами всередині щита, увінченого короною на оранжевому фоні. Його зображено на картині Деруета, сертифікаті про титул римського вельможі та сертифікаті про громадянство Риму (угорі ліворуч), різноманітних гравюрах (посередині), та він використовував на прапорі його корабля (праворуч).

Також є записи що Хасекура служив як самурай під час Японського вторгнення до Кореї під Сессьо та кампаку Тойотомі Хідейосі упродовж шести місяців 1597 року.
1612 року батько Хасекури, Хасекура Цуненарі (支倉 常成), був звинувачений у корупції, а 1613 його було страчено. Його феод було конфісковано, й за нормальних умов його сина також мало б бути страчено. Дате, однак, дав йому можливість відкупити свою честь очоливши Посольство до Європи, й через невеликий час також повернув йому його території.

## Історичні передумови: ранні контакти між Японією та Іспанією
Іспанці розпочали транс-тихоокеанські морські подорожі між Новою Іспанією (Мексика та сучасний штат Каліфорнія США) та Філіппінами 1565 року. Відомі Манільські галеони возили срібло з мексиканських шахт на захід до перевального пункту в Манілі за іспанського володіння Філіппін. Там срібло використовувалось для покупки спецій та торгових товарів збираних по всій Азії, включно з (до 1638) товарами з Японії. Зворотній маршрут Манільських галеонів, вперше окреслений іспанським навігатором Андресом де Урданета, вів судна на північний схід в течію Куросіо (також відому як Японська течія) біля берегів Японії й потім через Тихий океан до західного узбережжя Мексики, з кінцевим пунктом призначення в Акапулько.
Іспанські судна періодично зазнавали корабельних катастроф об береги Японії через погану погоду, що ініціювало контакт з країною. Іспанці захотіли розширити християнську віру на Японію. Їх зусилля, однак, було зустріто сильним опором до Єзуїтів, що розпочали євангелізацію країни 1549 року, а також опозицією португальців та нідерландців що не хотіли бачити іспанців як учасників торгівлі з Японією. Однак відомо, що деякі японці, як то Христофер та Кузьма, перетинали Тихий океан на борту іспанських галеонів ще 1587 року. Також відомо що відбувся обмін подарунками між губернатором Філіппін та Тойотомі Хідейосі, який дякує йому в листі за 1597 рік, де він пише «Чорний слон особливо мені видався дуже незвичайним.»
1609 року іспанський Манільський галеон Святий Франциск (Сан-Франциско) натрапивши на погану погоду на своєму шляху з Маніли до Акапулько був розбитий об японське узбережжя у Тібі, поблизу з Токіо. Моряків було врятовано та радо прийнято, а капітан корабля Родріго де Віверо, колишній тимчасовий губернатор Філіппін, зустрівся з колишнім сьоґуном Токуґавою Іеясу. Родріго де Віверо розробив договір, підписаний 29 листопада 1609 року, за яким іспанцям дозволялось поставити фабрику у східній Японії, спеціалістів з видобутку буде імпортовано з Нової Іспанії, іспанським кораблям дозволятиметься відвідувати Японію у випадку необхідності й до іспанського двору буде надіслано японське посольство.

## Перші японські експедиції до Америк

### 1610Сан Буена Вентура

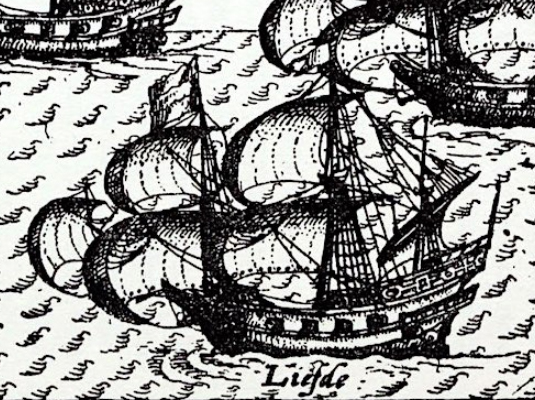
Японський корабель Сан Буена Вентура (San Buena Ventura), збудований за моделлю Льєфде (Liefde), що зображено тут, корабля на якому Вільям Адамс оригінально дістався Японії.

Францисканський монах на ім'я Луї Сотело, що займався прозелітизмом на території котра зараз є сучасним Токіо, переконав Токуґаву Іеясу та його сина Токуґаву Хідетада відправити його як представника до Нової Іспанії (Мексики) на одному зі своїх кораблів з метою просування торгового договору. Родріго де Віверо запропонував вирушити на японському кораблі з метою гарантування безпеки їх прийому в Новій Іспанії, але наполіг щоб як представника сьоґуна натомість було надіслано іншого францисканця, Алонсо Муньйоса. 1610 року Родріго де Віверо, кілька іспанський моряків, францисканський отець та 22 японські представники на чолі з торговцем Танакою Сьосуке відплили до Мексики на Сан Буена Вентура, кораблі, збудованому для сьоґуна англійським мандрівником Вільямом Адамсом. Уже в Новій Іспанії Алонсо Муньйос зустрівся з віце-королем Луїс де Веласко, маркіз Салінаський, котрий погодився надіслати до Японії посла в особі відомого мандрівника Себастьян Віскаїно, з додатковою місією по відкриттю «Островів Золота та Срібла» («las Islas del Oro y de la Plata») які вважалось що розташовані на схід від Японських островів.
Віскаїно прибув до Японії 1611 року й багато зустрічався з сьоґуном та даймьо. Ці зустрічі було заплямовано його низькою повагою до японських звичаїв, зростаючим опором японців до католицького прозелітизму та інтригами нідерландців проти іспанських амбіцій. У решті решт Віскаїно відплив шукати «Острів Срібла», під час цього пошуку його настигла погана погода, що змусило його повернутись до Японії зі значними ушкодженнями.

### 1612Сан Себастьян
Не чекаючи на Віскаїно 9 вересня 1612 року з Луїсом Сотело та двома представниками Дате Масамуне на борту з метою просування торгових відносин з Новою Іспанією до Мексики відплив інший корабель — збудований у Ідзу Сьоґунатом Токуґава під керівництвом Морська історія Японії Мукай Сьоґеном, що було названо Сан Себастьян. Однак корабель затонув за кілька миль від Ураґи й від експедиції прийшлось відмовитись.

## Проект посольства 1613 року

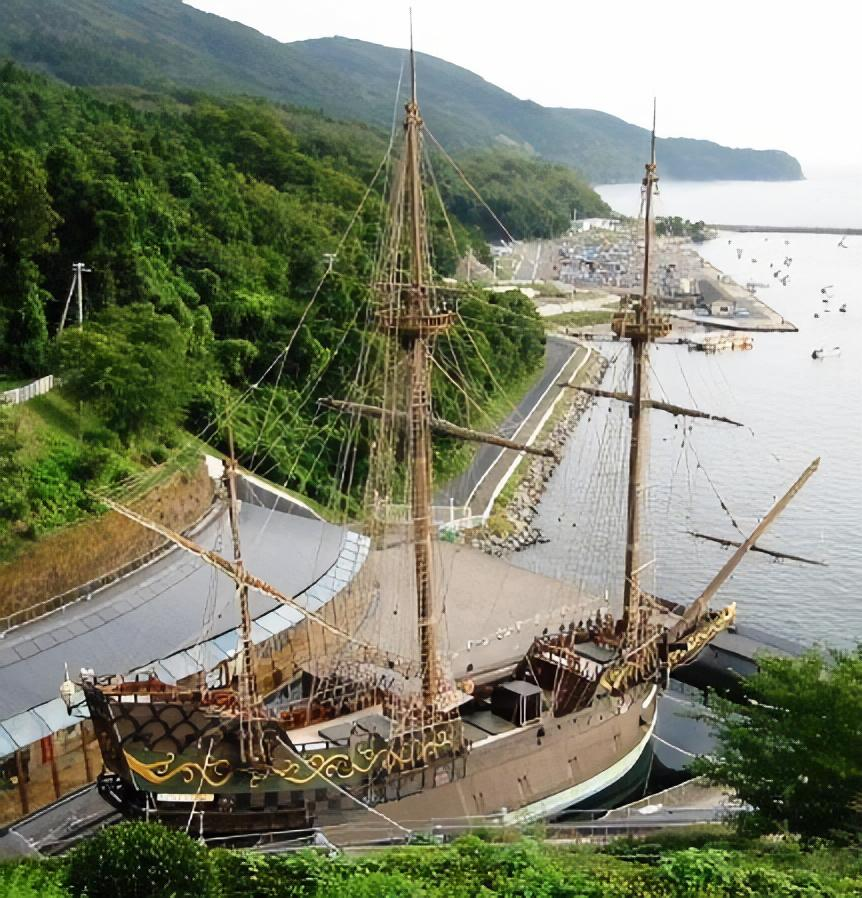
Репліка збудованого японцями галеону,, у Ісіномакі в Японії

Сьоґун вирішив збудувати новий галеон в Японії щоб доправити Віскаїно назад до Нової Іспанії, разом з японським посольством у супроводі Луїса Сотело. Галеон, названий Дате Мару японцями та пізніше Сан Хуан Баутіста (корабель) іспанцями було збудовано за 45 днів, за участі технічних експертів з Бакуфу (міністра мореплавства Мукая Сьоґена, та надісланого знайомим Вільямса Адамса, з яким він будував кілька кораблів, його головним теслярем), 800 суднобудівничих, 700 ковалів та 3000 теслярів. Відповідальним за проект було поставлено даймьо Сендаю, Дате Масамуне. Він у свою чергу зробив одного зі своїх васалів, Хасекуру Цуненаґу (чий феод оцінювався в близько 600 коку), очільником місії:
«Великий Корабель покинув Тосіма-Цукіноура в сторону південних варварів 15 вересня [японський календар], з Хасекурою Рокуемоном Цуненаґою на чолі та іншими на імена Імаідзумі Сакан, Мацукі Сюсаку, Нісі Кюсуке, Танака Тароемон, Найто Нандзюро, Сонохока Кюемон, Куранодзьо, Тономо, Кіцунай, Кюдзі та кількома іншими підлеглими Рокуемона, а також 40 південними варварами, 10 людьми Мукай Сьоґена та торгівцями — усього 180 людей» (Хроніки роду Дате, Кейтьо-Ґенна 伊達家慶長元和留控, Ґоной с. 56).
Ціллю японського посольства було як обговорити торгові договори з іспанською короною у Мадриді, так і зустрітись з Папою Римським. Дате Масамуне проявив велике бажання радо зустріти католицьку релігію в своїх володіннях: він запросив Луїса Сотело та авторизував пропаганду християнства у 1611 році. У своєму листі до Папи Римського, надісланому з Хасекурою він пише: "Я надам свої землі для створення бази для Вашої місіонерської роботи. Надішліть до нас якомога більше Священицтво (римо-католицька церква).
Сотело у своїй розповіді про подорож наголошує на релігійному вимірі місії, стверджуючи що головною ціллю було поширити християнську віру в північній Японії:

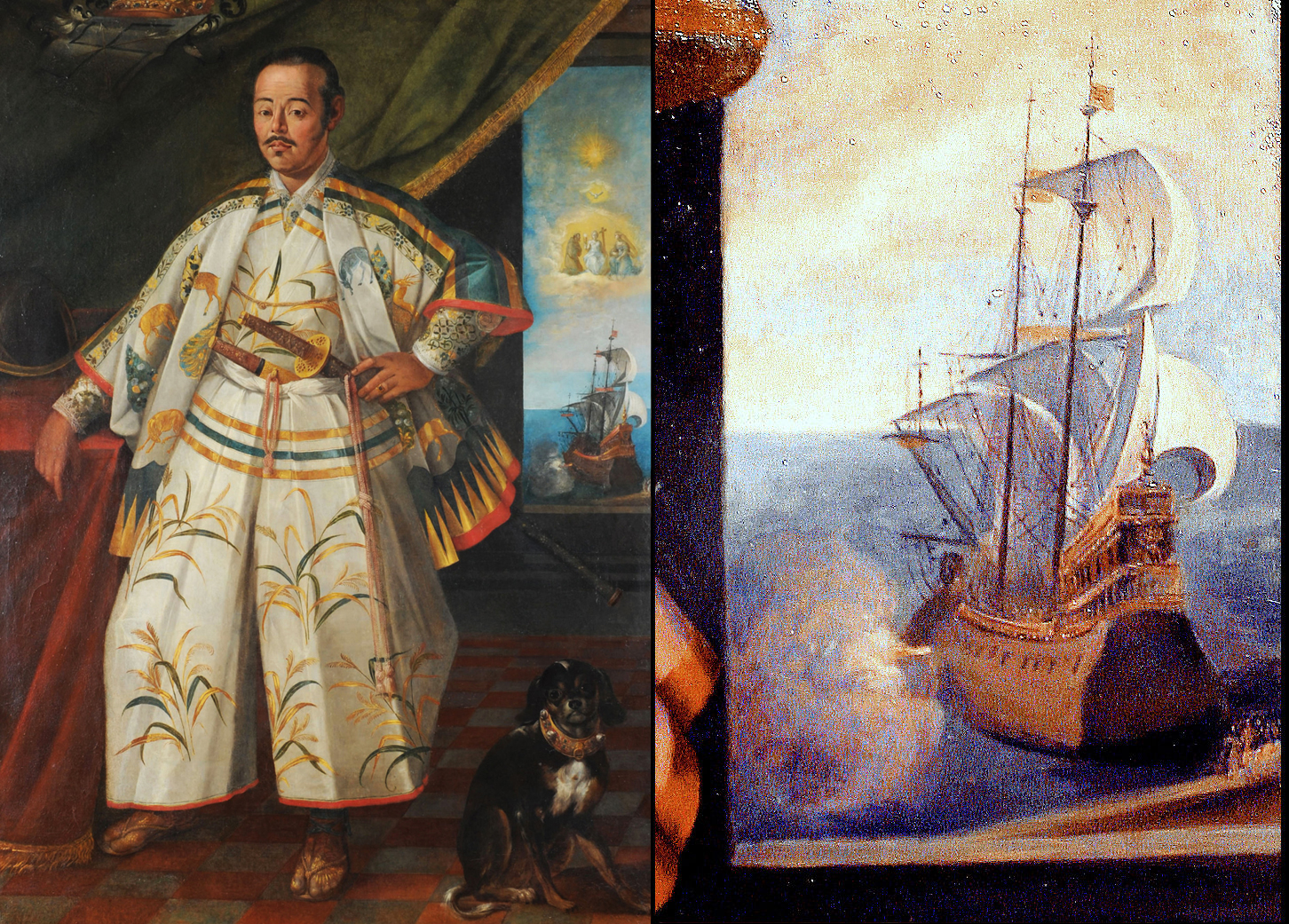
Сан Хуан Баутіста на картині Деруета як галеон з прапором Хасекури (червона свастика на оранжевому фоні) на стеньзі (праворуч: деталі судна).

: «Мене раніше було відправлено як посла Ідате Масамуне, що тримає в своїх володіннях королівство Ошу [Японською:奥州] (що у східній частині Японії) — котрий, хоча ще й не переродився через хрещення, був катехізисованим, та був палким в тому, що християнська віра має проповідуватись у його королівствві — разом з іншим вельможею його двору, Філіппом Франсиком Фашекурою Рокуємоном, до Римського сенату й до того, хто в той час стоїть на чолі Апостольського Престолу, Його Святості Папи Павла V.» (Луїс Сотело, De Ecclesiae Iaponicae Statu Relatio, 1634).
Посольство було скоріше за все, на той час, частиною плану по врізноманітненню та збільшенню обсягів торгівлі з іншими країнами, перед участю християн у Осацькому повтанні, що призвело до радикальної реакції зі сторони Сьоґунату у вигляді заборони християнства на територіях під його прямим контролем 1614 року.

## Транс-Тихоокеанська подорож
Після того як його було збудовано, 28 жовтня 1613 року корабель відплив до Акапулько з приблизно 180 людьми на борту, включно з 10 самураями сьоґуна (наданими міністром мореплавства Мукай Сьоґеном Тадакацу, 12 самураями з Сендаю, 120 японськими торговцями, моряками, прислугами, а також приблизно 40 іспанцями та португальцями, включаючи Себастьяна Віскаїно, котрий, за його власними словами, перебував лише як пасажир.

### Нова Іспанія (Акапулько)

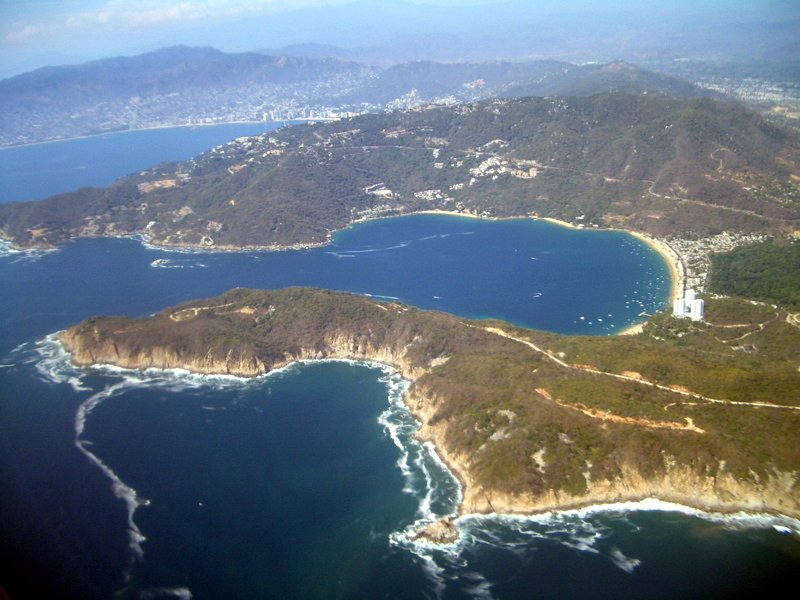
Затока Акапулько, де Хасекура Цуненаґа висадився на землю

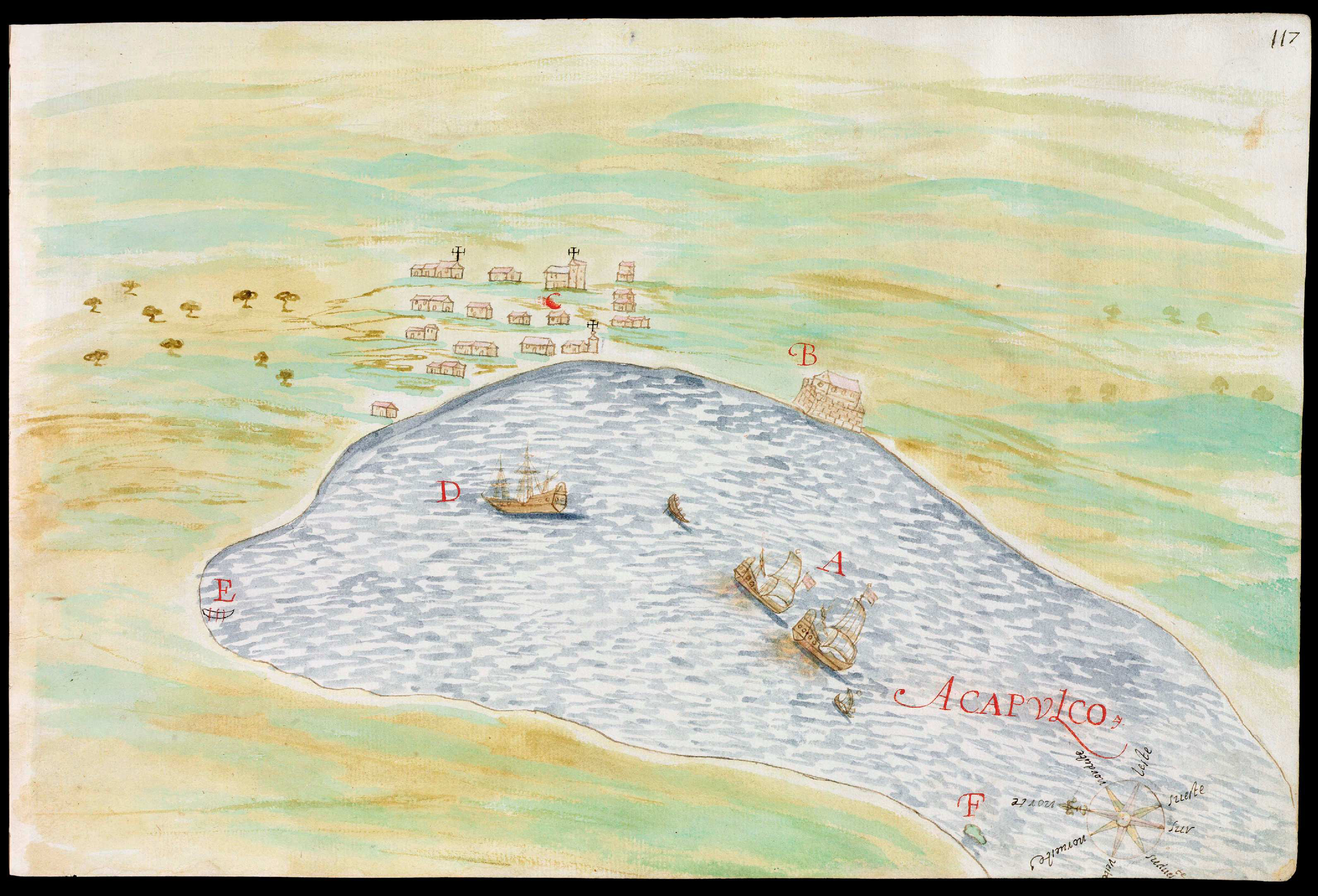
Ніколас де Кардона у своєму звіті 1632 року, надісланому королю Іспанії, вид на затоку та місто Акапулько, згадавши наявність «корабля з Японії» (літера «D»), скоріше за все Сан Хуан Баутіста (Gonoi, p53). Кардона був в Акапулько між кінцем 1614 року та 21 березня 1615. Повна легенда:
A. Кораблі експедиції.
B. Замок Сан-Дієґо.
C. Місто.
D. Корабель, що приплив з Японії.
E. Лос Манданільйос.
F. Ель Ґріфо.

Корабель спершу дістався мису Мендосіно в сьогоденній Каліфорнії, й згодом продовжив подорож вздовж берегу, прибувши 25 січня 1614 року, після трьох місяців у морі, до Акапулько. Японців прийняли з розкішною церемонією, але вони змушені були чекати в Акапулько на наказ щодо організації решти їх подорожі.
Між японцями та іспанцями, особливо Віскаїно, виникали бійки, вочевидь через суперечки щодо того як розпорядитись подарунками від японського правителя. Тогочасний журнал, написаний істориком Чимальпаїн Куаутлеуаніцін, ацтецьким вельможею народженим у Амекамеці (стародавня провінція Чалко) 1579 року, чиє формальне ім'я було Домінго Франціско де Сан Антон Муньйон, розповідає, що Віскаїно було серйозно поранено у бійці:
«Сеньйор Віскаїно досі приходить повільно, приходить пораненим; японці поранили його коли вони побили й проштрикнули його в Акапулько, як стало тут в Мехіко відомо, через всі супровідні речі, що стали його відповідальністю в Японії»
У наслідок цих бійок 4 та 6 березня було опубліковано накази спрямовані на повернення миру. У них пояснювалось що:
«Японці не повинні піддаватись нападам на цій Землі, але вони повинні скласти зброю до своєї відправки, окрім Хасекури Цуненаґи та восьми членів його свити… Японці вільні ходити де їм захочеться, й до них повинне бути належне ставлення. Їх не повинні ображати словами чи діями. Вони будуть вільні продавати свої товари. Ці накажи було опубліковано іспанцям, індіанцям, мулатам, метисам та чорним, тих, хто їх не дотримуватиметься, буде покарано.».

### Нова Іспанія (Мехіко)
Посольство залишалось впродовж двох місяців у Акапулько, після цього 24 березня прибуло до Мехіко, де його було прийнято з визначною церемонією. Кінцевою метою посольства було прибути до Європи. Посольство провело деякий час у Мехіко, й потім прибуло до Веракрус для сходження на борт флоту Дона Антоніо Окенди..
Чимальпаїн дає деяку розповідь про візит Хасекури.
«Це другий раз що японці прибули одним зі своїх кораблів до берегів Акапулько. Вони транспортують сюди всі залізні речі, письмові столи та деякий одяг, який вони збираються тут продавати.» (Chimalpahin, «Annals of His Time»).
«Тут у Мехіко стало відомо і було сказано, що причиною чому їх правитель Імператор Японії послав цього згаданого вельможного емісара та посла сюди є подорож до Риму для зустрічі зі Святим Отцем Павлом V, та показати свій послух святій церкві, таким чином що всі японці хочуть стати Християнами» (Chimalpahin, «Annals of His Time»).

Мехіко в час близький до візиту Хасекури. Картина 1628 року.

Хасекуру поселився в будинку поруч з Церквою Святого Франциска, зустрівся з віце-королем. Він пояснив йому що він також планує зустрітись з королем Філіпом III, щоб запропонувати йому мир та отримати дозвіл для японців приїжджати до Мексики для торгівлі. У середу, 9 квітня, 20 японців було хрещено, ще 22 — 20 квіітня, архієпискпом доном Хуаном Перес де ля Серна у церкві Святого Франциска. Всього 63 з них отримали конфірмацію 25 квітня. Хасекура чекав своєї подорожі до Європи, щоб бути хрещеним там:
«Але вельможний емісар, посол, не хотів бути хрещеним тут; було сказано що його буде хрещено пізніше в Іспанії» (Chimalpahin, «Annals of His Time»).

#### Відплиття до Європи
Чимальпаїн пояснює, що Хасекура залищив декого зі своїх свіввітчизників у Мексиці до відплиття до Європи:
«Посол Японії відбув до Іспанії. Перед вирушенням він поділив своїх васалів; взяв певну кількість японців, і залишив таку ж тут як купців для торгівлі та продажу речей.» (Chimalpahin, «Annals of His Time»).
Флот відплив до Європи на Сан Хосе 10 червня. Хасекура мусив лишити найбільші частини японської групи у Акапулько, чекати на повернення посольства.
Дехто з них, а також з попередньої подорожі Танаки Сьосуке, повернулись до Японії того ж року на Сан Хуан Баутіста:
«Сьогодні, у вівторок 14 дня місяця жовтня року 1614, було коли деякі японці відплили до Мексики щоб повернутись до Японії. Вони жили тут в Мексиці чотири роки. Дехто досі лишився тут; вони заробляють на життя торгівлею та продажем тут товарів, що вони привезли з собою з Японії.» (Chimalpahin, «Annals of His Time»).

### Куба
Посольство зупинялось та змінювало кораблі у Гавані в Кубі у липні 1614 року. Посольство залишалось в Гавані шість днів. 26 квітня 2001 року в голові Гаванської затоки було поставлено бронзову статую на честь цього.

## Місія до Європи

### Іспанія

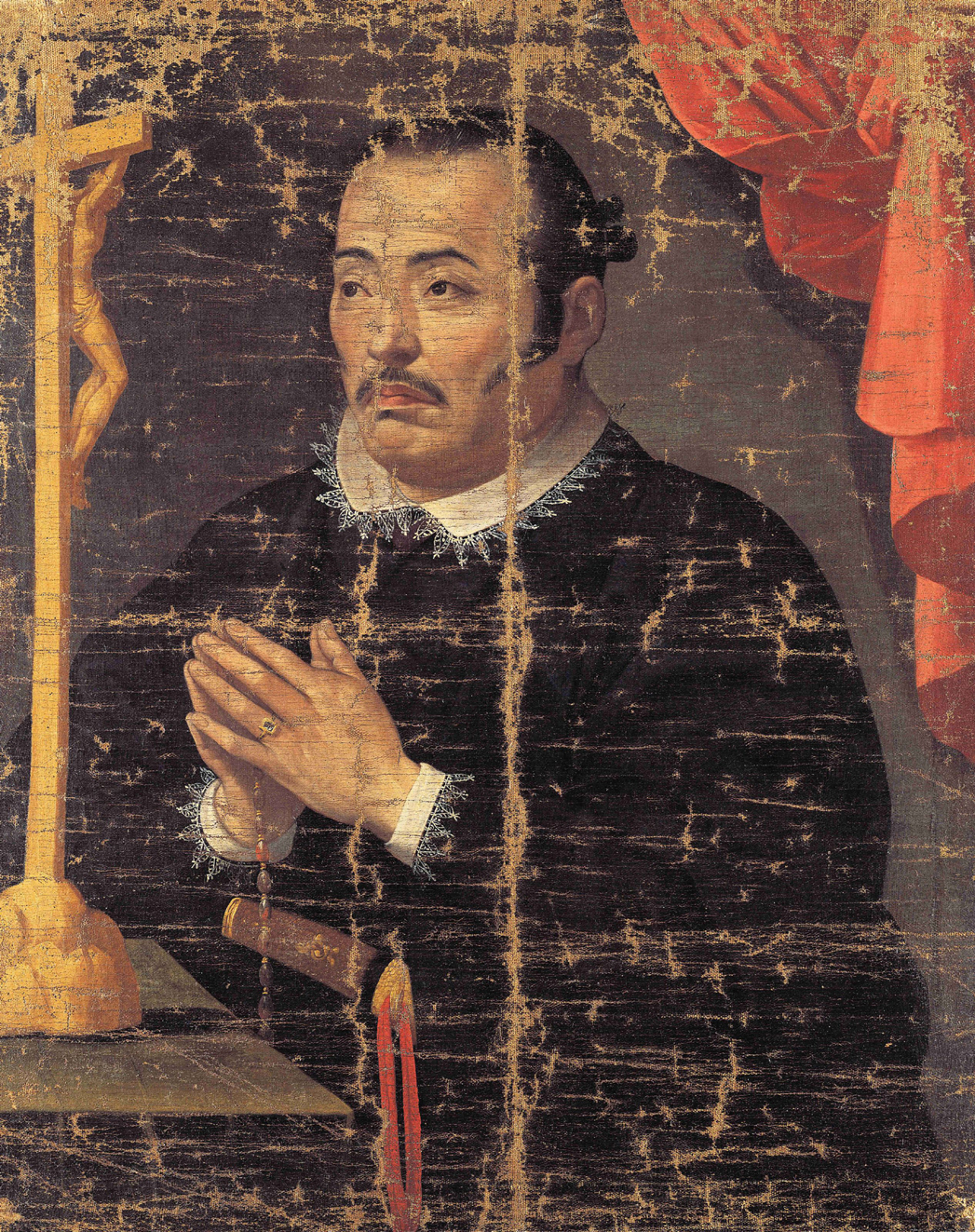
Хасекура в молитві, після свого навернення у Мадриді 1615 року

5 жовтня 1614 року флот прибув до Санлукар-де-Баррамеда. Невдовзі тут його зустрів Алонсо Перес де Гусман, який супроводжував Хасекуру до Севільї, а потім до Мадриду. В 1615 році він удостоївся аудієнції короля Іспанії Філіпа III. Хасекура прийняв католицьку віру, отримавши ім'я Філіппа. Церемонію хрещення провів Бернардо де Сандоваль-і-Рохас, архієпископ Толедо, а Франсиско Гомес де Сандоваль-і-Рохас, герцог Лерма, став його хрещеним батьком. Провівши в Іспанії понад 8 місяців делегація Хасекури вирушила до Італії.

### Франція
Через погану погоду флотилія з 3 іспанських фрегатів, на одному з яких був Хасекура, повинна була знайти притулок у французькій гавані Сен-Тропе (Прованс), де вони були прийняті місцевою шляхтою. Візит японського посольства зафіксовано в літописах міста. Це є першим свідченням франко=японських стосунків.

### Італія
Згодом флотилія рушила до Італії, де у листопаді 1615 року прибула до Остії, а потім Риму. Тут Хасекура зустрівся з папою римським Павлом V, який гарно прийняв японське посольство. Незабаром Хасекура отримав від римського сенату статус римського нобіля і громадянина.

### Повернення до Іспанії
1616 року японська делегація повернулася до Іспанії. Тут Хасекура отримав звістку, що сьоґун Токуґава Хідетада випустив наказ, яким виганяв християнських місіонерів з Японії, що призвело до ускладнення торговельних відносин з Іспанією. Цуненага виконав свою місію і цілком досяг поставлених цілей, проте, в силу політичного порядку денного був не в силах захистити угоди про відкриту торгівлю з Іспанією для свого сюзерена Дате Масамуне. 30 осіб з почту Хасекури вирішили залишитися в Іспанії, розуміючи, що по поверненню на батьківщину піддатися гонінням як християни.

## Шлях до Японії
наприкінці 1616 року вирушив у зворотну подорож. Спочатку з акапульно Хасекура рушив до віце-королівства Нова Іспанія. Деякий 1617 року перебував у її столиці Мехіко. Тут закупив місцеві товари, залишивши лише 8000 песо сріблом і 12000 песо. Лише у квітні вирушив до Японії. На шляху висадився на Філіппінах. Тут супроводжуючі Хасекури залишилися на Філіппінах, заснувавши там японську торгову колонію, а він у вересні 1620 року повернувся до Японії. Незважаючи на прихильне ставлення сьогунату до місії і величезний інтерес до Європи, Дате Масамуне був змушений залишити подальші дипломатичні зусилля по налагодженню торгових відносин з заходом і замість зовнішньої політики зосередитися на збереженні власного становища. Сам Хасекура помер від хвороби у 1622 році.